# Notre-Dame-de-Monts
Notre-Dame-de-Monts es una comuna francesa situada en el departamento de Vendée, en la región de Países del Loira. Tiene una población estimada, en 2020, de 2158 habitantes.

## Geografía
La mayor parte del poblado está aislada de las playas por una línea de dunas plantadas con pinos que forman parte del bosque del Pays de Monts. Dicha franja bordea la costa a lo largo de 25 km. de norte a sur, entre La Barre-de-Monts y Saint-Hilaire-de-Riez. Al otro lado de este "corredor verde", aquí de apenas 100 metros de ancho y que se cruza gracias a algunas avenidas arboladas, está ubicado el paseo marítimo, un segundo conjunto urbano de menor tamaño.

## Demografía
| 1272 | 1349 | 1376 | 1325 | 1333 | 1528 | 2158 |
| Para los censos de 1962 a 1999 la población legal corresponde a la población sin duplicidades (Fuente: INSEE [Consultar]) |      |      |      |      |      |      |